# Vieille-Castille
 (avril 2025).
Si vous disposez d'ouvrages ou d'articles de référence ou si vous connaissez des sites web de qualité traitant du thème abordé ici, merci de compléter l'article en donnant les références utiles à sa vérifiabilité et en les liant à la section « Notes et références ».

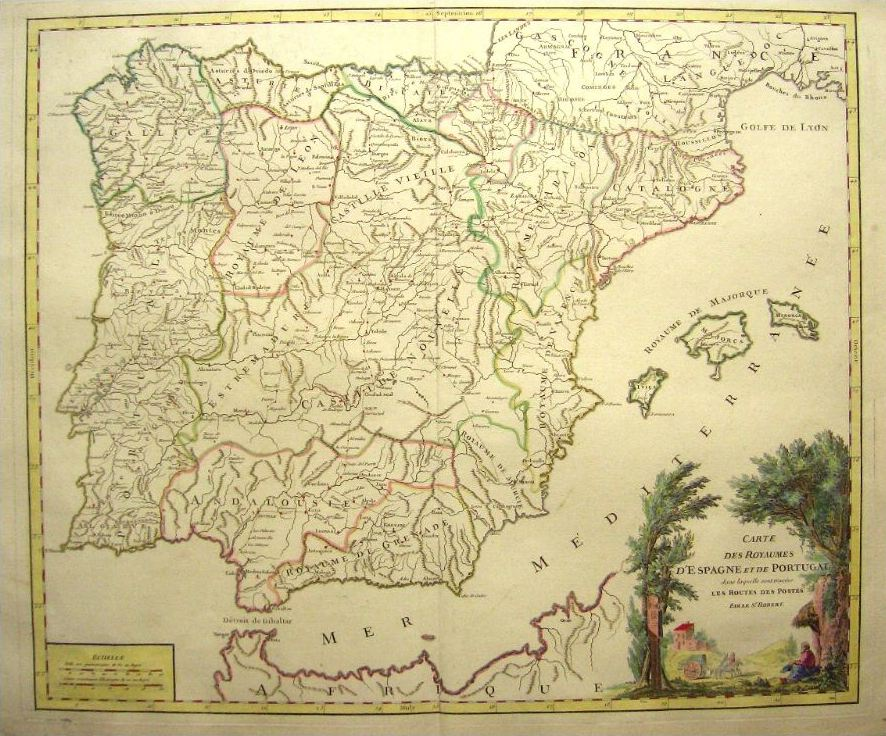
Les régions espagnoles en 1770.

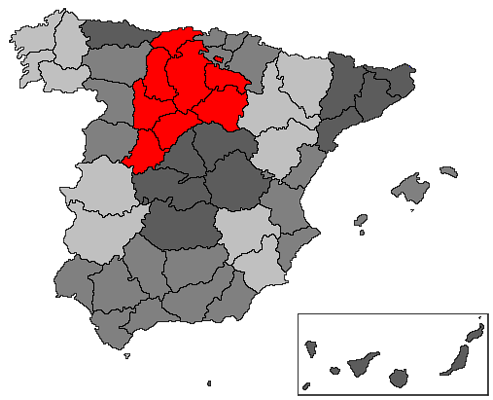
Provinces formant la Vieille-Castille selon la division de l'Espagne en province de 1833.

La Vieille-Castille (aussi nommée Castille-Vieille, Castilla la Vieja en espagnol) est le nom d'une région historique d’Espagne située dans le Nord du royaume de Castille, au nord du Système central. Par définition, elle serait constituée des provinces de Santander (la Cantabrie depuis 1982), Logroño (La Rioja depuis 1980), de Burgos, de Palencia, Valladolid, Soria, Ségovie et Ávila. Ces provinces sont répertoriées comme appartenant à la région de la Vieille Castille dans la division territoriale de l'Espagne de 1833 (formant les provinces), bien que les régions définies dans cette division n'aient aucune fonction juridictionnelle ou administrative ; en effet, il n'existait aucun niveau administratif supérieur à celui de la province.

## Présentation
Les origines de la Vieille-Castille, cœur du plus puissant état ibérique, se trouvent dans le comté historique de Castille fondé durant le IXe siècle dans le nord de ce qui est actuellement la province de Burgos. La région est appelée ainsi parce que les Chrétiens la conquirent sur les Maures longtemps avant la Nouvelle-Castille. Le comté de Castille garde ce statut jusqu'au milieu XIe siècle. Le roi Sanche III de Navarre, ayant épousé Munia de Castille, héritière du comté de Castille par la mort de son frère García II de Castille, le donna à son fils Ferdinand sous le titre de royaume. Au XVIIIe siècle, Charles III affecte au royaume de la Vieille-Castille les provinces de Burgos, Soria, Ségovie, Ávila, Valladolid et Palencia. Les délimitations de ces provinces ne correspondent plus aux actuelles, la province de Santander (alors divisée entre les Asturies, Burgos et la seigneurie de Biscaye) et la province de Logroño (partagée entre les provinces de Soria et Burgos) n'existant pas.
La constitution espagnole de 1812 reconnaît la région ainsi : « Le territoire espagnol comprend dans la péninsule avec ses possessions et les îles adjacentes : l'Aragon, les Asturies, la Vieille-Castille, la Nouvelle-Castille, la Catalogne, Cordoue, l'Estrémadure, la Galice, Grenade, Jaén, le León, la Molina, Murcie, la Navarre, les provinces basques, Séville et Valence, les Îles Baléares et Canaries ainsi que ses possessions en Afrique… »
Le décret royal du 30 novembre 1833 (division territoriale de l'Espagne de 1833), réforme de Javier de Burgos, forme les bases de la division en provinces du royaume d'Espagne qui, avec quelques modifications, existent toujours aujourd'hui; dans ce décret, mises à part celles citées (avec leurs limites actuelles), celles de Logroño et de Santander sont aussi attribuées à la région de la Vieille-Castille.
Un autre décret royal du 30 novembre 1855, qui divise l'Espagne en 49 provinces, classe les provinces de Valladolid et Palencia dans le royaume de León, laissant en Vieille-Castille seulement celles de Santander, Burgos, Logroño, Soria, Ségovie et Ávila. Ce regroupement, sans caractère administratif et subissant d'autres tentatives de réformes durant le XIXe siècle, perdure dans les livres et encyclopédies du milieu du XIXe siècle à la seconde moitié du XXe siècle. Par exemple, les premières éditions de l'encyclopédie Espasa, les premières de l'Encyclopædia Britannica, ainsi que celles de la populaire encyclopédie Álvarez (es) (pour les jeunes) donnent cette division des provinces entre la Vieille-Castille et le León.
Durant la Première République, les républicains fédéraux projettent de créer un État fédéré appelé la Vieille-Castille, qui comprendrait onze provinces : Ávila, Burgos, León, Logroño, Palencia, Salamanque, Santander, Ségovie, Soria, Valladolid et Zamora.
Avec le statut d'autonomie de Castille-et-León en 1983, la Vieille-Castille perd une bonne partie de son identité du fait, d'une part, de devoir fusionner politiquement avec les provinces qui formaient la région de León, et d'autre part, de perdre en faveur d'autonomies provinciales deux de ses territoires : la province de Santander et la province de Logroño, qui désormais forment respectivement les communautés autonomes de Cantabrie et de La Rioja.